# Halleluja (Psalm från Karibien)
Halleluja är en psalm med musik från Karibien.

## Publicerad i
- Psalmer och Sånger 1987 som nummer 857 under rubriken "Psaltarpsalmer och andra sånger ur Bibeln".[1]